# أندريه ليروي جورهان
أندريه ليروي جورهان ( /ləˈrwɑː ɡuːˈrɑːn/؛ 
نطق فرنسي: [ləʁwa guʁɑ̃]
؛ 25 أغسطس – فبراير 1986) كان عالم آثار فرنسي وعالم حفريات وعالم أنثروبولوجيا عصور ما قبل التاريخ مع اهتمام بالتكنولوجيا وعلم الجمال وميل للتفكير الفلسفي.

## سيرتة الشخصية

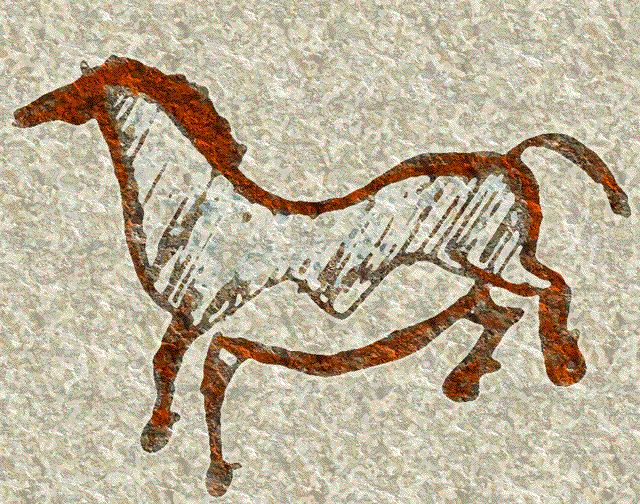
حصان مطلي من العصر الحجري القديم

أكمل أندريه ليروي جورهان درجة الدكتوراه في علم الآثار في شمال المحيط الهادئ تحت إشراف مارسيل موس. منذ عام 1933، شغل مناصب مختلفة في المتاحف حول العالم، بما في ذلك المتحف البريطاني ومتحف الإنسان، وكذلك في اليابان. بين عامي 1940 و 1944 عمل في متحف جيميه. في عام 1944 أُرسل إلى شاتو دي فالينساي لرعاية الأعمال التي اُجليت من متحف اللوفر، بما في ذلك فينوس دي ميلو والنصر المجنح. كما شارك في المقاومة الفرنسية، حيث حصل على صليب الحرب ووسام المقاومة ووسام جوقة الشرف. في عام 1956 خلف مارسيل غريول في جامعة السوربون، ومن عام 1969 حتى عام 1982 كان أستاذاً في كوليج دو فرانس. في عام 1973 حصل على الميدالية الذهبية من المركز الوطني للبحث العلمي.